# Мустаци
 Тази статия е за мустаците при хората.  За мустачките при животните вижте вибриси.  
Мустаците (на френски: moustache) са група от косми, които растат на горната устна, под носа.
При хората те са характерни най-вече за мъжете и в много случаи при жените (при хормонални изменения). За да бъдат считани само за мустаци, се предполага че мъжете бръснат останалото окосмяване на лицето и оставят само това на горната устна. Мустаците обаче могат да се носят и в съчетание с бакембарди и брада.

## История
Най-ранният документ за използването на мустаци (без брадата) може да се проследи до келтите от желязната епоха. Според Диодор Сицилийски, римски историк:
| „ | Галите са с високо тяло, релефни мускули и бяла кожа.. Някои от тях бръснат брадата, но други я оставят да порасне малко. Благородниците си бръснат бузите, но оставят мустаците да растат, докато покрият устата. | “ |

## Развитие и грижи
Мустаците оформят свой собствен етап в развитието на окосмяването по лицето при подрастващите мъже. Те започват да се появяват по време на пубертета при половото съзряване на момчетата и може да варират при някои индивиди в зависимост от генетичното наследство или околната среда.

### Поддръжка
Мустаците могат да се поддържат чрез бръснене на космите на брадичката и бузите, като не позволяват тя да се превърне в пълна брада. Разработени са разнообразни инструменти за грижа за мустаците, включително бръсначи, мрежи, четки, гребени, ножици и восък за мустаци.
В Близкия изток има нарастваща тенденция за трансплантация на мустаци, която включва подлагане на специална процедура, чрез която се постига по-пълно и по-впечатляващо окосмяване по лицето.
Най-дългият мустак е с размери 4,29 m и принадлежи на индиеца Рам Сингх Чаухан. Той е бил измерен на снимачната площадка на италианското телевизионно предаване „Lo Show dei Record“ в Рим, Италия, на 4 март 2010 г.

### Стилове
Съществуват много различни стилове мустаци – тънки, дебели, малки, големи, със завити краища и други.
- „chevron“
- „croc“
- „anglaise“
- „trait de crayon“
- „Fu Manchu“
- „fer à cheval“
- „guidon“
- „l'impériale“
- „naturelle“
- „la mexicaine“
- „brosse à dents“

## При животните
За разлика от човешките мустаци които имат само естетична функция за животински термина е вибриси (на латински: vibrissae; от vibro – трептя) и се отнася за всички удебелени дълги косми при животните около муцуната, очите и лапите които се явяват осезателни органи. Медицинския термин вибрис се отнася за космите в носа при хората.